# Тово-ди-Сант-Агата
То́во-ди-Сант-А́гата (итал. Tovo di Sant'Agata) — коммуна в Италии, в провинции Сондрио области Ломбардия. Расположена в живописной долине Вальтеллина.
Население составляет 621 человек (2011 г.), плотность населения составляет 56,5 чел./км². Занимает площадь 11 км². Почтовый индекс — 23030. Телефонный код — 0342.
В населённом пункте есть трёхзвёздочный отель, два ресторана, кафе-бар, автомастерская, автозаправка, мясной магазин и пр.
Покровительницей коммуны почитается святая Агата, празднование 5 февраля, а также 28–29 августа.

## Демография
Динамика населения: